# Schacontia
Schacontia is een geslacht van vlinders van de familie van de grasmotten (Crambidae), uit de onderfamilie van de Glaphyriinae. De wetenschappelijke naam en de beschrijving van dit geslacht zijn voor het eerst gepubliceerd in 1914 door Harrison Gray Dyar Jr..

## Soorten
- Schacontia atropos Solis & Goldstein, 2013
- Schacontia chanesalis (Druce, 1899)
- Schacontia clotho Solis & Goldstein, 2013
- Schacontia lachesis Solis & Goldstein, 2013
- Schacontia medalba (Schaus, 1904)
- Schacontia nyx Solis & Goldstein, 2013
- Schacontia rasa Solis & Goldstein, 2013
- Schacontia speciosa Solis & Goldstein, 2013
- Schacontia themis Solis & Goldstein, 2013
- Schacontia umbra Solis & Goldstein, 2013
- Schacontia ysticalis (Dyar, 1925)